# Nöttjärnen, Västerbotten
Nöttjärnen är en sjö i Vindelns kommun i Västerbotten och ingår i Umeälvens huvudavrinningsområde.